# Florian Bähr
Florian Bähr (* 18. Februar 2003 in Heidelberg) ist ein deutscher Fußballspieler.

## Verein
Nach den Stationen FC Dossenheim und dem SV Sandhausen schloss Bähr sich 2016 der TSG 1899 Hoffenheim an. Hier spielte er in der U17 und U19, bevor er am 8. Oktober 2021 sein Debüt für die Zweitvertretung in der Regionalliga Südwest gab. Bei dieser 0:1-Niederlage gegen 1. FSV Mainz 05 II kam Bähr in der 82. Spielminute für Max Geschwill aufs Feld.
Nach insgesamt 37 Partien in der Regionalliga Südwest für die 2. Mannschaft der TSG wechselte er im Sommer 2023 in die 2. Fußball-Bundesliga zum VfL Osnabrück. Hier kam er in der Spielzeit 2023/2024 auf insgesamt 5 Kurzeinsätze, unter anderem auch bei der 0:7-Niederlage gegen Hannover 96 am 6. Spieltag.
Zur Spielzeit 2024/2025 wurde Bähr mit einer Leihdauer bis zum 30. Juni 2026 und Kaufoption an den TSV 1860 München in die 3. Liga verliehen. Nach einem Jahr wurde die Leihe vorzeitig beendet und Bähr kehrte im Sommer 2025 zur zweiten Mannschaft der TSG 1899 Hoffenheim zurück, die in der Zwischenzeit in die 3. Liga aufgestiegen war.

## U-Nationalmannschaft
Am 3. Mai 2018 traf er mit der U15 in einem Freundschaftsspiel auf die U-15 der Niederlande. Das Spiel endete mit einer 0:1-Niederlage, Bähr stand in der Startelf.
Mit der U16 spielte Bähr am 10. & 12. Oktober 2018 gegen die U-16 von Belgien. Die Partien endeten 2:2 und mit einer 1:4-Niederlage. 

## Sonstiges
Sein jüngerer Bruder Bastian Bähr (* 31. Juli 2007) ist ebenfalls Fußballspieler. Der Torhüter spielt derzeit für die U19 des FC-Astoria Walldorf. 